# Tanzawa-Ōyama-Quasi-Nationalpark
Der Tanzawa-Ōyama-Quasi-Nationalpark (japanisch 丹沢大山国定公園 Tanzawa-Ōyama Kokutei Kōen) ist ein japanischer Quasi-Nationalpark in der Präfektur Kanagawa. Der am 25. März 1965 gegründete Park umfasst eine Fläche von 275 km². Mit der IUCN-Kategorie V ist das Parkgebiet als Geschützte Landschaft/Geschütztes Marines Gebiet klassifiziert. Die Präfektur Kanagawa ist für die Verwaltung des Parks zuständig.